# Holocheila longipedunculata
Holocheila longipedunculata és una espècie d'angiospermes que pertany a la família de les lamiàcies. Es tracta de l'única espècie del gènere Holocheila.